# Pierre Simon Meyronnet
Pierre Simon Meyronnet, Baron de Saint-Marc, ab 1808 Graf von Wellingerode († 10. September 1812 in Paris), war Großmarschall des Palasts und Staatsrat im napoleonischen Königreich Westphalen.

## Leben

### Französische Marine
Meyronnet stammte nicht aus der angesehenen Adelsfamilie in der Provence. Er trat in jungen Jahren als Schiffsjunge in die französische Marine ein und wurde bald Offizier. Er lernte Jérôme Bonaparte während dessen Dienstzeit in der Marine 1802–1803 in der Karibik kennen, diente 1802–1803 als Leutnant auf der Brigg Épervier, die nominell unter dem Befehl des 18-jährigen Jérôme Bonaparte stand, und wurde dessen enger Vertrauter. 1803 ging er mit Bonaparte von Martinique in die USA. Im Herbst 1803 schickte Jérôme, der zu dieser Zeit de facto ein Deserteur war, ihn nach Frankreich, um Weisungen für sein weiteres Verhalten einzuholen, ignorierte dann aber zunächst seines Bruders Befehl zur sofortigen Heimkehr, den Meyronnet im März 1804 überbrachte. Meyronnet blieb in Jérômes Umgebung und kehrte mit diesem erst nach langer Verzögerung 1805 über Lissabon nach Frankreich zurück. Als Jérôme bald darauf, im Oktober 1805, zum Kommandanten des 74-Kanonen-Linienschiffs Vétéran ernannt wurde, nahm er seine Kumpane Meyronnet und Le Camus mit an Bord. Nach seiner eigenmächtigen Rückkehr nach Frankreich im August 1806 nahm er die beiden und den Kapitänleutnant Valentin de Salha mit nach Paris.

### Königreich Westphalen
Als Jérôme im August 1807 von seines Bruders Gnaden König von Westphalen wurde, kam Meyronnet (wie auch Le Camus und de Salha) mit ihm in die Residenzstadt Kassel, wo Jérôme ihn in schneller Folge zum Oberst und zum Großmarschall des Palasts (d. h. Oberhofmarschall) machte. Als das Gut Wellingerode im Dezember 1807 mit dem Tod von Wilhelm Christoph Diede zum Fürstenstein als erledigtes Lehen heimfiel, gab Jérôme es an Meyronnet und erhob ihn am 12. Juni 1808 zum Grafen von Wellingerode; Kaiser Napoleon bewilligte am 23. April 1812 die Ernennung zum Grafen des Empires.
Beim Ausbruch des Österreichisch-Französischen Kriegs von 1809 erbat Meyronnet sich ein Kommando und erhielt von Jérôme das in Magdeburg neu aufgestellte Fünfte Infanterieregiment. Bei der Erstürmung von Halberstadt durch die Schwarze Schar am 29. Juli 1809 wurde er, nach tapferer Gegenwehr, gefangen und danach von Herzog Friedrich Wilhelm nach England mitgenommen. Auf Vermittlung König Jérômes kam er im Zuge eines Gefangenenaustausches im April 1810 nach Kassel zurück, wo Jérôme ihn zum Brigadegeneral und zum Generalkapitän (Kommandeur) der Garden ernannte und mit dem Orden eines Kommandeurs des Ordens der Westphälischen Krone auszeichnete.
Der Großbrand, der in der Nacht zum 24. November 1811 das Stadtschloss in Kassel zerstörte, wird zumindest teilweise Meyronnet zur Last gelegt. Man hatte ihn mehrfach auf Brandgeruch hingewiesen, aber er wies den Verdacht von Feuergefahr als Albernheit von sich. Dann brach der schon seit Tagen glimmende Brand aus und nur wenig konnte aus den Flammen gerettet werden.
Beim Ausbruch des Kriegs mit Russland 1812 ging Meyronnet zunächst als Kommandeur der Ersten Brigade des 24. Division des 8. Armeekorps mit Jérôme und der Westphälischen Armee, als Teil der Grande Armée, nach Russland, kehrte aber schon bald mit Jérôme nach Kassel zurück, als dieser seines Bruders Befehl, ohne Hofstaat weiterzuziehen, nicht nachkommen wollte.

## Tod
Von Kassel soll er schwer krank nach Paris gereist und dort am 10. September 1812 gestorben sein. (Nach anderen Berichten verstarb er erst 1813 in Kassel.)
Bei der Auflösung des Königreichs Westphalen im Jahr 1813 erlosch der Titel „Graf von Wellingerode“, und das Gut Wellingerode fiel als Staatsdomäne an das Kurfürstentum Hessen zurück.